# Raquel Morell
Raquel Morell (Morelia, Michoacán, 4 de febrero de 1959) es una actriz mexicana.

## Biografía
Nacida en Morelia, Michoacán el 4 de febrero de 1959. Recordada por su personaje en la telenovela Esmeralda (1997) interpretando a Blanca De Velasco de Peñarreal.
Inició su carrera en la telenovela Seducción en 1986 con el personaje de Mónica, en 2010 realizó una participación especial en Cuando me enamoro. En 2012 interpretó a la simpática y carismática "Tomasina" en Amores verdaderos.

## Trayectoria

### Telenovelas
- Mi amor sin tiempo (2024)... Maggie
- Vencer el desamor (2020-2021)..... Imelda
- Necesito amarte (2018-2019) .... Cecilia
- El bienamado (2017)..... Generosa Cienfuegos Montaño
- Nuestro amor (2015-2016) .... Norma
- De que te quiero, te quiero (2013-2014)..... Rosa Valdez
- Amores verdaderos (2012-2013)..... Tomasina Lagos
- Amorcito corazón (2011-2012)..... Sor Ernestina
- Triunfo del amor (2011)..... Norma
- Cuando me enamoro (2010-2011)..... Ágatha Beltrán
- Zacatillo, un lugar en tu corazón (2010) ..... Carmen
- Vivir por ti (2008-2009) .... Elena
- Las dos caras de Ana (2006-2007) ..... Rebeca
- Pablo y Andrea (2005) ..... Ellen
- Sueños y caramelos (2005) ..... Rosaura
- Amor real (2003) ..... María Clara Curiel de Heredia
- Clase 406 (2002-2003) ..... Yolanda Bojórquez
- El juego de la vida (2001-2002) ..... Consuelo Duarte
- Carita de ángel (2000-2001) ..... Minerva Gamboa de Alvarado (Villana)
- Locura de amor (2000) ..... Paulina Hurtado
- Gotita de amor (1998) ..... Bernarda De Santiago (Villana)
- La Usurpadora (1998) ..... Carolina Carrillo
- Esmeralda (1997) ..... Blanca De Velasco de Peñarreal
- Pobre niña rica (1995-1996) ..... Carola Medrano
- María José (1995) ..... Natalia de la Cruz de Campuzano
- Mágica juventud (1992-1993) ..... Susana
- Milagro y magia (1991) ..... Yolanda
- Amor de nadie (1990-1991) ..... Gilda Sand (Villana)
- Mi segunda madre (1989) ..... Raquel
- Amor en silencio (1988) ..... Lizbeth
- Rosa salvaje (1987-1988) ..... Paulina
- Seducción (1986) ..... Mónica

### Series
- Mujeres Asesinas (2009) .... Olga Mendoza
- La Rosa de guadalupe (2008) ....Julia
- Mujer, casos de la vida real (2001–2003) ... Varios Episodios

### Cine
- Sexo impostor (2005) .... Inés
- Cero y van 4 (2004) .... Teresa
- Contrato con la muerte (1982) .... Raquel

### Premios TVyNovelas
| Año  | Categoría            | Telenovela | Resultado |
| ---- | -------------------- | ---------- | --------- |
| 1998 | Mejor actriz reparto | Esmeralda  | Nominada  |